# NGC 2621
NGC 2621 је спирална галаксија у сазвежђу Рак која се налази на NGC листи објеката дубоког неба.
Деклинација објекта је + 25° 0' 1" а ректасцензија 8h 37m 36,9s. Привидна величина (магнитуда) објекта NGC 2621 износи 14,9 а фотографска магнитуда 15,7. NGC 2621 је још познат и под ознакама MCG 4-21-3, CGCG 120-7, NPM1G +25.0172, PGC 24241.